# Carl Wilhelm Althén
Carl Wilhelm Althén (ofta bara C.W. Althén), född 6 april 1857 i Mortorps församling, Kalmar län, död 14 augusti 1931 i Stockholm, var en svensk byggmästare.

## Biografi
Althén läste vid Slöjdskolan i Stockholm 1882–1883. Därefter praktiserade han i byggnadsbranschen. 1901 godkändes han av Stockholms byggnadsnämnd att vara verksam som byggmästare i huvudstaden. Sedan 1903 tillhörde han Stockholms Byggmästareförening. Han uppförde efter 1901 ett stort antal byggnader, ofta även som byggherre och under namnet Fastighets AB Utsikten där han var styrelseledamot.
År 1906 byggde han för egen räkning hörnfastigheten Läraren 8 vid Wallingatan 37 där han bosatte sig under några år med sin familj. Bland hans övriga arbeten märks bostadshusen Lövsångaren 4 och Lövsångaren 5 vid Bragevägen och Odengatan (byggår 1913) samt Skatan 3 (byggår 1915) vid Karlavägen 9 samtliga i Lärkstaden.

### Bilder, arbeten i urval

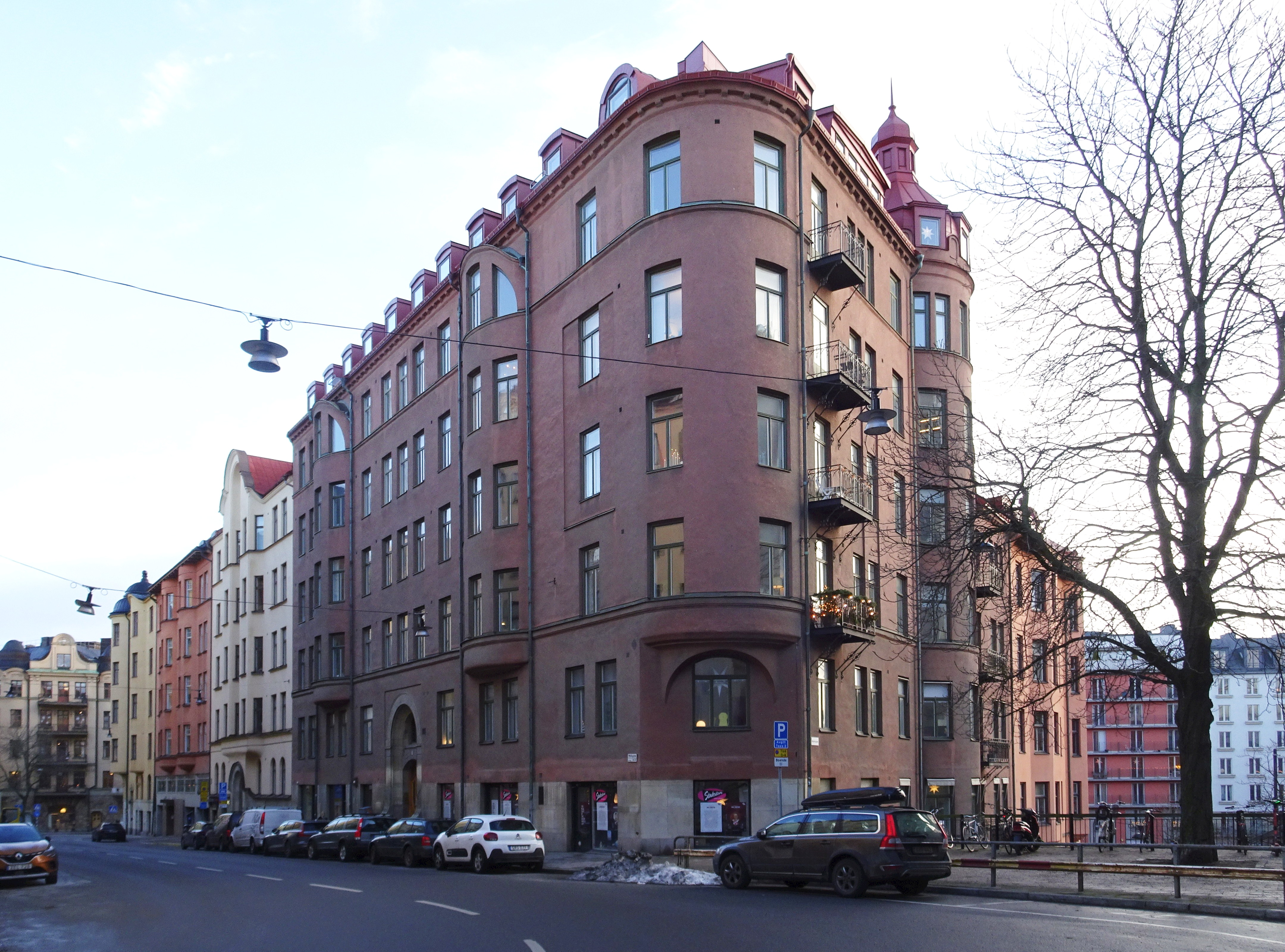
Läraren 8, Wallingatan 37.
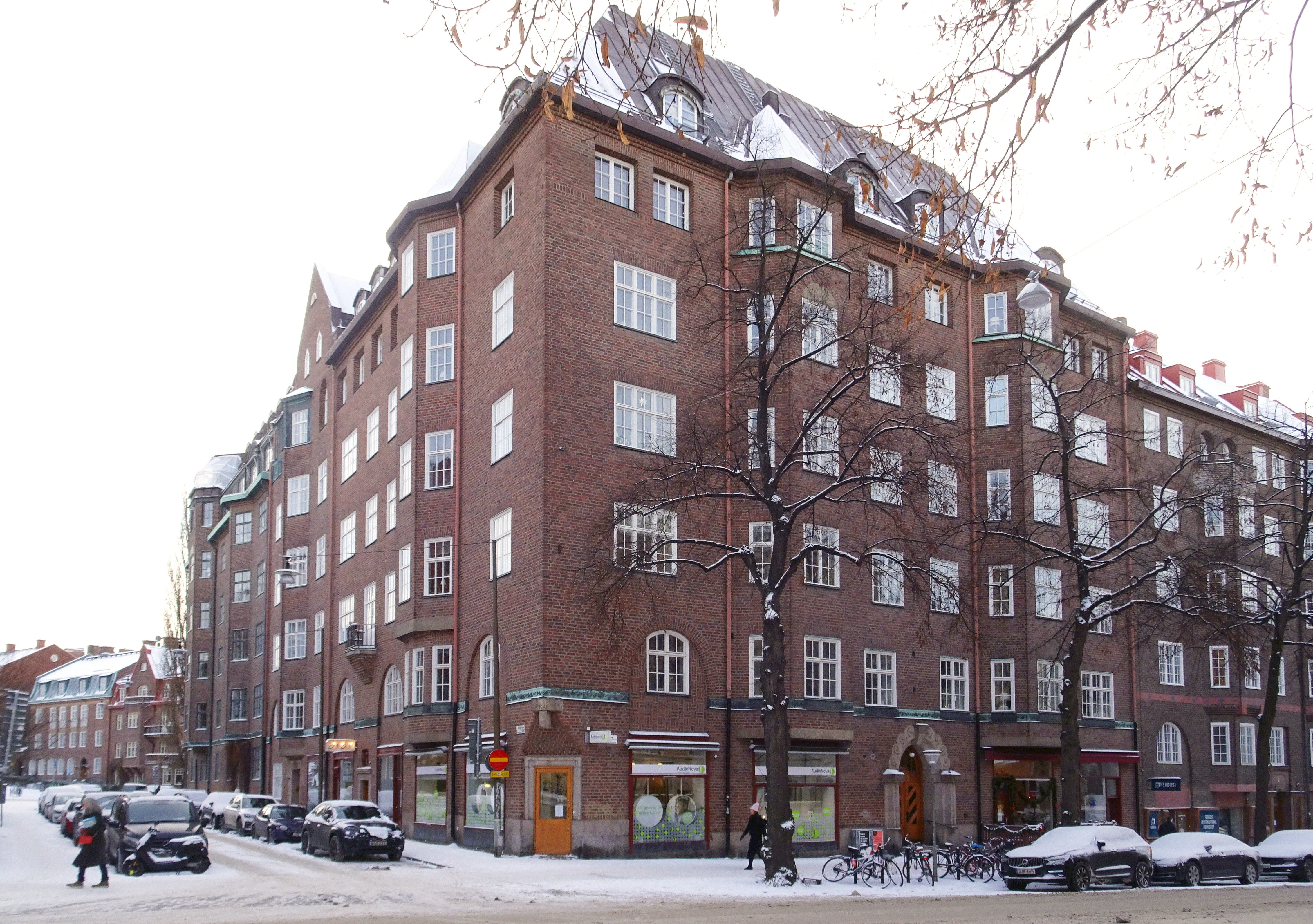
Lövsångaren 4, Odengatan 19 / Bragevägen 21.
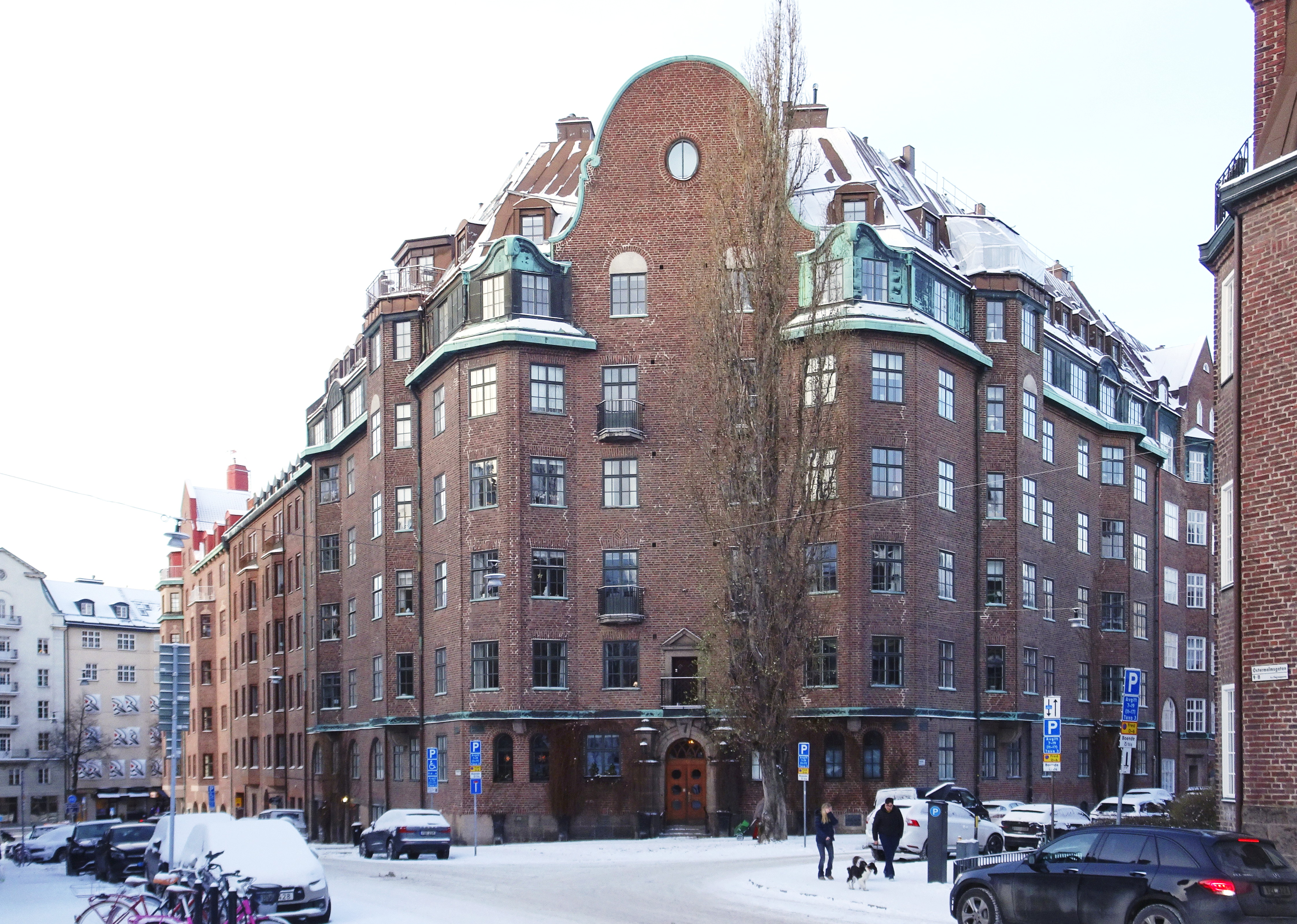
Lövsångaren 5, Bragevägen 19 / Östermalmsvägen 7.
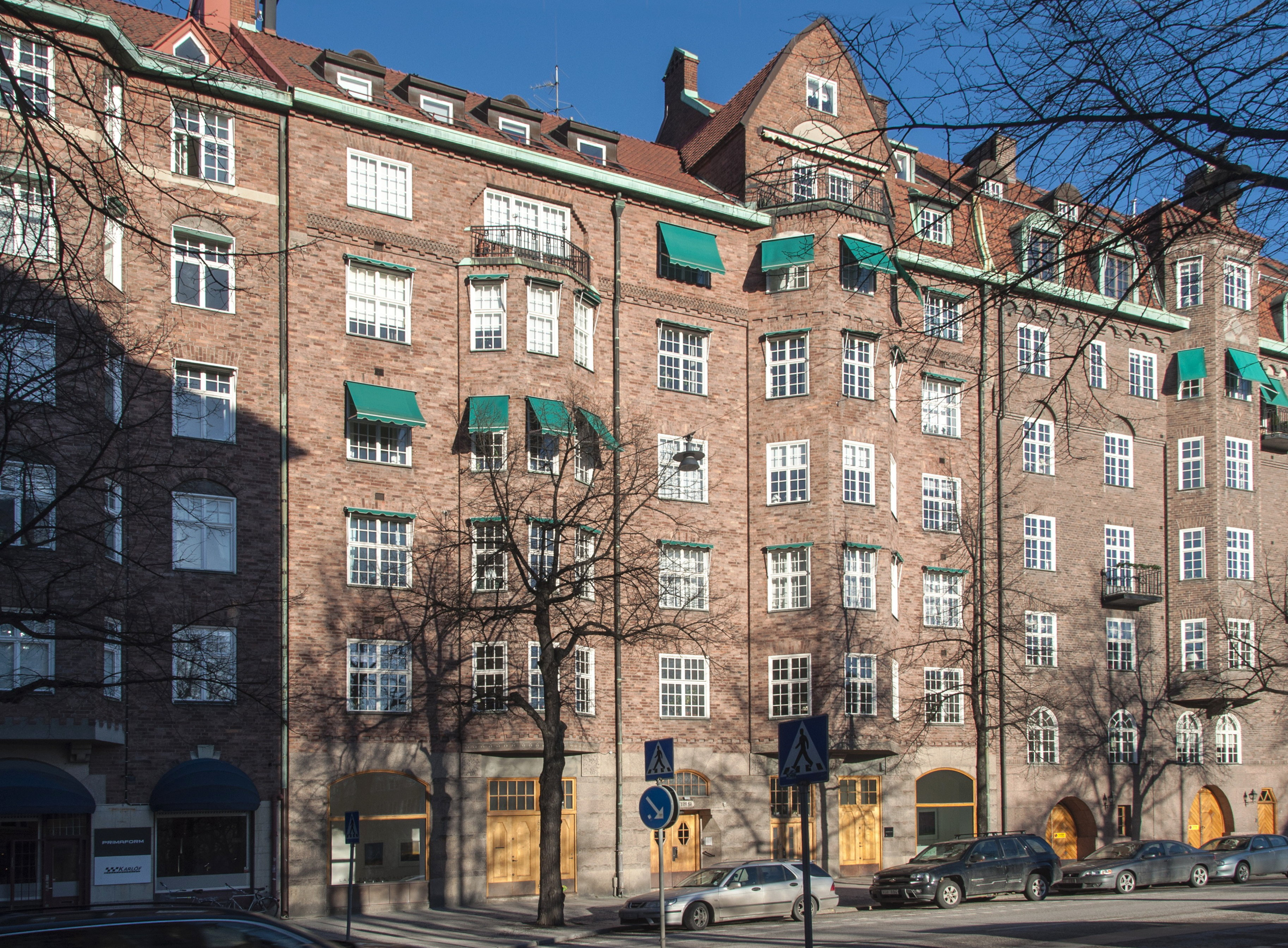
Skatan 3, Karlavägen 9.

## Familj
Althén var gift med Ingrid Sofia Andersdotter. Paret hade två söner: Knut Emanuel (född 1886), som blev byggnadsingenjör och drev egen byggverksamhet efter 1919, och Karl Ragnar som blev tonsättare och organist. Althén var vidare svärfar till operasångaren Ruth Althén. 
Han jordfästes den 23 augusti 1931 i Solna kyrka och begravdes i familjegraven på Solna kyrkogård.